# Keiko Kitagawa

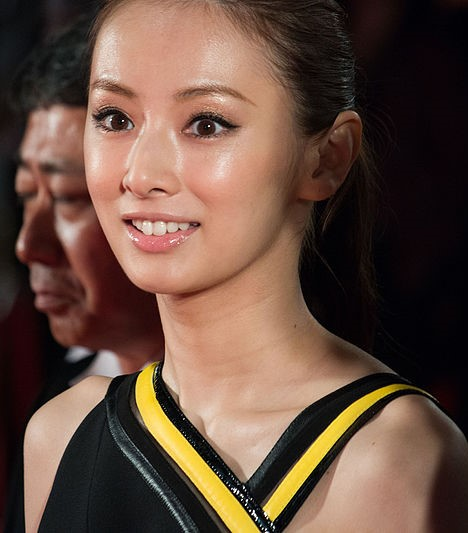
Keiko Kitagawa bei der Eröffnungsfeier des 28th Tokyo International Film Festival

Keiko Kitagawa (jap. 北川 景子 Kitagawa Keiko; * 22. August 1986 in Hyōgo) ist eine japanische Schauspielerin und Model. Sie war von September 2002 bis 2006 festes Mitglied des „Model-Cast“ der japanischen Modezeitschrift Seventeen. Bekannt wurde sie durch ihre Rolle als Sailor Mars in der 49-teiligen japanischen Live-Action-Serie Sailor Moon von Naoko Takeuchi.

## Leben
Keiko Kitagawa wurde am 22. August 1986 in der Präfektur Hyōgo geboren und wuchs in Kōbe auf. Als Kind wollte sie Ärztin werden. In der Oberschule jedoch war sie sich unsicher, ob es das richtige für sie sei. Etwa zur selben Zeit, wurde sie dann von einer Model-Agentur angesprochen und sie beschloss es in der Unterhaltungswelt zu versuchen. Ihre Eltern waren zunächst dagegen, gaben aber dann doch ihre Erlaubnis nur mit den Bedingungen, innerhalb eines Jahres aufzuhören, wenn sie keine Fortschritte macht und an erster Stelle ihr Studium fortsetzt. Das Studium für Handelswissenschaften auf der Meiji-Universität in Tokio schloss sie im März 2009 ab.
Keiko war als Model sehr erfolgreich und wurde zu Miss Seventeen 2003 gewählt. Kurz darauf bekam sie ihre erste bedeutende Rolle als Rei Hino / Sailor Mars in der Live-Action TV-Serie Sailor Moon. Damit begann ihre Schauspielkarriere, worauf sie in Zukunft ihr Fokus setzen wollte.
Weitere Filme sowie TV-Dramen folgten, darunter Cherry Pie (Hauptrolle), Dear Friends (Hauptrolle), ihre erste internationale Rolle in The Fast and the Furious: Tokyo Drift, TV-Dorama Mop Girl und Homeroom on the Beachside.
Aber erst durch ihre weibliche Hauptrolle in dem Dorama Buzzer Beat, neben Tomohisa Yamashita, gelang ihr der nationale Durchbruch. Dafür wurde sie von Nikkan Sports Drama Grand Prix als beste Hauptdarstellerin ausgezeichnet.
Im Februar 2010 wurde sie von Oricon Style als beliebteste „Dorama-Heldin“ gewählt.
Im Frühjahr 2010 wirkte sie in den Kinofilm Hana no Ito mit, wo sie als Schwertkämpferin Ito agierte.
„Matataki“ kam im Juni 2010 in die Kinos und Shikeidai no Elevator im Herbst 2010.
Im Mai bis Juli 2010 war sie neben dem Schauspieler und Sänger Kimura Takuya im Dorama Tsuki no Koibito~Moon Lovers~ zu sehen.
2016 heiratete sie den japanischen Sänger Daigo und bekam mit ihm zwei Kinder. Im Jahr 2020 wurde ihre Tochter und im Jahr 2024 wurde ihr Sohn geboren.
Im Juni 2023 sprach sie Sailor Cosmos und Guardian Cosmos in dem zweiteiligen Anime-Film Sailor Moon Cosmos, der den fünften und finalen Handlungsbogen der Sailor Moon Crystal-Serie darstellt, und kehrte damit erstmals nach ihrer Rolle als Sailor Mars in der Realserie als Mitwirkende zum Sailor Moon-Franchise zurück.

## Filmografie (Auswahl)
- 2006: Mamiya Kyōdai
- 2006: Mizu ni sumu hana
- 2006: The Fast and the Furious: Tokyo Drift
- 2006: Cherry Pie
- 2007: Heat Island
- 2007: Dear Friends
- 2007: Sono Toki ha Kare ni Yoroshiku
- 2007: Southbound
- 2007: Heat Island
- 2008: Handsome Suit
- 2009: Manatsu no Orion / Orion in Midsummer
- 2009: Watashi Dasuwa / It’s On Me
- 2010: Hana no Ato / After The Flowers
- 2010: Matataki
- 2010: Shikeidai no Elevator / Elevator To The Gallows
- 2010: Paradise Kiss

## Fernsehserien
- 2003–2005: Bishōjo Senshi Sailormoon (美少女戦士セーラームーン Bishōjo Senshi Sērāmūn; engl. Pretty Guardian Sailormoon)
- 2007: Mop Girl
- 2008: Taiyou to Umi no Kyoushitsu
- 2008: Homeroom on the Beachside
- 2009: Buzzer Beat
- 2010: Hitsudan Hostess
- 2010: Tsuki no Koibito~Moon Lovers~
- 2011: LADY~Saigo no Hanzai Profile~

## DVD
- 2003–2005: Bishōjo Senshi Sailormoon Vol. 1 – 12
- 2004: Bishōjo Senshi Sailormoon: Kirari Super Live
- 2004: Bishōjo Senshi Sailormoon: Special Act
- 2005: Bishōjo Senshi Sailormoon: Act Zero
- 2006: Mizu ni sumu hana
- 2006: Mamiya Kyōdai
- 2006: The Fast and the Furious: Tokyo Drift
- 2007: Cherry Pie
- 2007: Dear Friends
- 2008: Sono Toki ha Kare ni Yoroshiku
- 2008: Southbound
- 2008: Heat Island
- 2009: Handsome Suit
- 2010: Orion in Midsummer
- 2010: Hana no Ato / After The Flowers
- 2010: Buzzer Beat

## Fotobücher
- 2006: STYLISH STREET BOOK „I've been to Hollywood!“
- 2007: Kitagawa Keiko Shashinshū Dear Friends
- 2008: Actress Make Up
- 2010: Actress Make Up II

## CD
- 2004: Sakura Fubuki („Cherry Blossom Storm“)/Hoshi Furu Yoake („Stars Fall at Dawn“) als Rei Hino.